# Ningdu-Konferenz
Die Ningdu-Konferenz (chinesisch 寧都會議 / 宁都会议, Pinyin Níngdū huìyì) bzw. die Tagung des Zentralbüros der Sowjetgebiete der Kommunistischen Partei Chinas (chinesisch 中共苏区中央局会议, Pinyin Zhōng-Gòng Sūqū Zhōngyāngjú huìyì, Tongyong Pinyin Zhonggong Suqu Zhongyangju huiyi, englisch Ningdu Conference) im Oktober 1932 in Ningdu, Jiangxi, war ein wichtiges Treffen der Kommunistischen Partei Chinas, das kurz nach der erfolgreichen Verteidigung der kommunistischen Kräfte gegen den dritten Einkreisungsfeldzug der Nationalisten gegen den Jiangxi-Sowjet stattfand. Diese Konferenz wurde als eine der problematischsten in den meisten Berichten der Geschichte der KP Chinas angesehen.
Mao Zedong wurde dabei für seine Linie kritisiert und Zhou Enlai wurde die Führung als Politkommissar der 1. Frontarmee übertragen (und ab Februar des nächsten Jahres der des Politkommissars der gesamten Roten Armee). Ort des Treffens war die Bangshan-Ahnenhalle (榜山祠) im Dorf Xiaoyuan im Landkreis Ningdu, der nahe der Grenze zur Provinz Fujian liegt.
Stuart R. Schram zufolge ist die Dokumentation über das Treffen äußerst spärlich, und viele Details über die Konferenz bleiben ungewiss.
Die Konferenz führte zu einer Änderung der Taktik der Volksbefreiungsarmee, die sich von der Strategie des Guerillakrieges abwandte und eine mobile und konventionellere Taktik annahm. Zusammen mit dieser Änderung der Taktik führte die Konferenz zur Entlassung Mao Zedongs aus seinen Führungspositionen. Er wurde als Armeekommissar durch Zhou Enlai ersetzt. Erst auf der Zunyi-Konferenz, die während des Langen Marsches (im Januar 1935) stattfand, wurde Mao wieder in die zentrale Führung der Partei eingesetzt.
Mao war zuvor von der 'links'-orientierten „falschen Führung“ bekämpft worden, nach dem Treffen ging er nach Changting, Fujian, „um sich von seiner Krankheit zu erholen“.
Im Juli 2000 wurde die ehemalige Stätte der Ningdu-Konferenz (宁都会议旧址,  Níngdū huìyì jiùzhǐ) in die Denkmalsliste der Provinz Jiangxi aufgenommen. Von 2013 bis 2014 schrieb das Kreismuseum Ningdu (宁都县博物馆,  Níngdū xiàn bówùguǎn) ein Projekt zur Konservierung und Instandhaltung des alten Ningdu-Konferenzgeländes und der alten Residenz von Mao Zedong aus.